# Оґлез (округ, Огайо)
Шаблон:StateAbbr_ 40°34′ пн. ш. 84°13′ зх. д. / 40.56° пн. ш. 84.22° зх. д.
Округ  Оґлез (англ. Auglaize County) — округ (графство) у штаті Огайо, США. Ідентифікатор округу 39011.

## Історія
Офіційно утворений 14 лютого 1848 року.

## Демографія
За даними перепису 2000 року, загальне населення округу становило 46 611 осіб, зокрема міського населення —27 508, а сільського — 19 103. Серед мешканців округу чоловіків було 22 889, а жінок — 23 722. В окрузі було 17 376 домогосподарств, 12 776 родин, які мешкали в 18 470 будинках. Середній розмір родини становив 3,11.
Віковий розподіл населення поданий у таблиці:
| Стать    | До 15 років | 15-21 | 22-29 | 30-39 | 40-49 | 50-65 | 65-85 | Понад 85 |
| -------- | ----------- | ----- | ----- | ----- | ----- | ----- | ----- | -------- |
| Чоловіки | 5458        | 2297  | 2082  | 3311  | 3739  | 3299  | 2459  | 244      |
| Жінки    | 5094        | 2254  | 1989  | 3377  | 3599  | 3420  | 3286  | 703      |

## Суміжні округи
- Аллен — північ
- Гардін — схід
- Лоґан — південний схід
- Шелбі — південь
- Дарк — південний захід
- Мерсер — захід
- Ван-Верт — північний захід

## Виноски
1. ↑  U.S. Decennial Census. United States Census Bureau. Архів оригіналу за 26 квітня 2015. Процитовано 7 лютого 2015.
2. ↑  Historical Census Browser. University of Virginia Library. Архів оригіналу за 11 серпня 2012. Процитовано 7 лютого 2015.
3. ↑  Forstall, Richard L., ред. (27 березня 1995). Population of Counties by Decennial Census: 1900 to 1990. United States Census Bureau. Процитовано 7 лютого 2015.
4. ↑  Census 2000 PHC-T-4. Ranking Tables for Counties: 1990 and 2000 (PDF). United States Census Bureau. 2 квітня 2001. Процитовано 7 лютого 2015.
5. ↑  State & County QuickFacts. United States Census Bureau. Архів оригіналу за 6 червня 2011. Процитовано 7 лютого 2015.(англ.) Наведено за англійською вікіпедією.
6. ↑  American FactFinder. Бюро перепису населення США. Архів оригіналу за 26 лютого 2012. Процитовано 31 січня 2008.

| США | Це незавершена стаття з географії США. Ви можете допомогти проєкту, виправивши або дописавши її. |